# Pohlia beringiensis
Pohlia beringiensis är en bladmossart som beskrevs av Arthur Jonathan Shaw 1982. Pohlia beringiensis ingår i släktet nickmossor, och familjen Bryaceae. Inga underarter finns listade i Catalogue of Life.